# Circuito Internacional de Okayama
El circuito de Okayama (en inglés: Okayama International Circuit; hasta 2004: Tanaka International Circuit Aida) es un autódromo de 3.703 metros de extensión situado en el distrito de Aida, prefectura de Okayama, Japón. Fue inaugurado en 1992, y ha recibido varias veces a la Fórmula Nippon y al Campeonato Japonés de Gran Turismos.
En 1994 y 1995, Okayama fue sede del Gran Premio del Pacífico de Fórmula 1. Michael Schumacher ganó ambas carreras. En 2008, el Campeonato Mundial de Turismos, el D1 Grand Prix y la Fórmula Renault V6 Asiática tuvieron fechas en Okayama.
El circuito es bastante más trabado que otros autódromos internacionales en Japón. Su superficie poco abrasiva obliga a usar alta carga aerodinámica en los automóviles, lo que a su vez reduce la velocidad máxima en las rectas.
En marzo de 2003, el «Circuito TI» fue adquirido por la Compañía Internacional Tanaka la «Unimat Holding Co., Ltd.». Por lo tanto, el propietario del circuito fue renombrado «Circuito Internacional de Okayama Co., Ltd»., el 1 de mayo de 2004 y el nombre del circuito fue cambiado de «Circuito TI Aida» a «Circuito Internacional de Okayama» el 1 de enero de 2005.
El 26 de octubre de 2008, el circuito organizó una ronda de la Fórmula V6 Asia y del Campeonato Mundial de Turismos de la FIA. La competencia del WTCC fue la primera carrera internacional organizada por la FIA desde 1995. Sin embargo, se había anunciado que para el 21 de junio de 2010 el circuito de Suzuka sería sede de la ronda de Japón de la Temporada 2011 del  WTCC, en lugar del Circuito Internacional de Okayama.

## Ganadores

### Fórmula 1
| Año     | Piloto             | Constructor      | Fecha         | Resultados |
| ------- | ------------------ | ---------------- | ------------- | ---------- |
| 1994    | Michael Schumacher | Benetton-Ford    | 17 de abril   | Resultados |
| 1995    | Michael Schumacher | Benetton-Renault | 22 de octubre | Resultados |
| Fuente: |                    |                  |               |            |